# 安丸信行
安丸 信行（、1935年〈昭和10年〉1月24日 - 2022年〈令和4年〉3月1日）は、元東宝の特殊技術専門の造型家、彫刻家。自由美術協会会員。富山県出身。

## 来歴・人物
武蔵野美術大学彫刻科の在学中に、アルバイトで映画『第三次世界大戦 四十一時間の恐怖』の石膏ミニチュアを手掛けたのをきっかけに、映画業界に携わる。
1961年（昭和36年）、大学の先輩の誘いで『モスラ』にアルバイトとして参加。卒業後、東宝に入社。「特殊技術課」の特殊美術科石膏部に配属される。石膏部は、ミニチュアのビルなどを石膏で造型する部署だった。東宝を選んだ理由は、東映に比べ特撮映画がコンスタントに制作されていたため仕事が安定していると考えたためであった。
1967年（昭和42年）、『キングコングの逆襲』でゴロザウルスの造型を担当。人員不足で「恐竜（ゴロザウルス）」を作るスタッフがおらず、美術チーフの井上泰幸と相談して、当時『ウルトラマン』や『怪獣王子』などの怪獣・恐竜造型を担当していた高山良策にこの恐竜の制作を依頼したが、高山の造形に不満を持った安丸は中途でこれを断り、「それなら自分で」とゴロザウルスを造形したと語っている。
以後、東宝の怪獣映画に登場する怪獣のぬいぐるみを多数手がけることとなる。
1968年（昭和43年）、『怪獣総進撃』で2代目アンギラスを造形。上記の手法で制作されたこのアンギラスは大変長持ちし、あちこち磨り減りながらも7年後の『ゴジラ対メカゴジラ』まで使いまわされている。
1970年（昭和45年）、『ゲゾラ・ガニメ・カメーバ 決戦!南海の大怪獣』で、怪獣カメーバを全身の粘土原型から起こして型取り造形する。この手法は第1作の『ゴジラ』以来のものだった。同作のガニメは八木兄弟との共同制作である。
1971年（昭和46年）、造型チーフ利光貞三の退社後、跡を継いで東宝の造型チーフとなり、以後造型班の主力として活躍。
同年、テレビ番組『帰ってきたウルトラマン』でアーストロンやタッコングをゴロザウルスと同じ手法で製作しているが、テレビの撮影で使うには重厚すぎて軽快な動きができず、円谷プロでぬいぐるみの内側部分がそぎ落とされ、アーストロンなどは腹回りのデザインが変わるほど肉厚を薄く修正し、タッコングに至っては硬い外装をはがしてほとんど作り直すような修正を加えられ、ようやく撮影に入っている。
1972年（昭和47年）、『地球攻撃命令 ゴジラ対ガイガン』で「ゴジラ塔」を造型。石膏部出身らしく、全身を石膏の削りだしで制作している。
1973年（昭和48年）、『ゴジラ対メガロ』でゴジラを造形。利光貞三に続く2代目ゴジラ造形者となる。このゴジラは眼がパッチリと大きく、全体的に可愛らしい印象となっているが、インタビューでこれを指摘された安丸自身は「アゴの辺りなどリアルに気持ち悪く作ったつもり」と答えている。
1984年（昭和59年）、『ゴジラ』でゴジラの造型を担当。全身粘土原型を起こし、このときに作られたFRP製の雌型が、以後『ゴジラvsデストロイア』までの平成シリーズでのゴジラの胴体の型抜きに共通して使用された。
1991年（平成3年）、造型チーフの座を小林知己に譲り、東宝映像美術の主任となる。
1995年（平成7年）に東宝を定年退職し、フリーの彫刻家として活躍している。

## 作風
安丸が手掛けた怪獣の特徴としては、腰の位置が高く、足首や手首が細く、従来の東宝怪獣とは異なるプロポーションとなった。また、顔が類似する傾向もあり、広く突き出た額や後頭部の丸みなどが共通している。甲羅などの逆立ったトゲも特徴である。般若面と評されることも多いが、安丸自身は般若を意図したわけではなくクセであると述べている。
それまでの東宝怪獣たちの「皮膚の乾いた感じ」が不満だったそうで、ゴロザウルスではリアルな生物感のある造形をと心がけ、「ヌルヌルした感じ」を出そうと努めたという。
映画に使われる怪獣のぬいぐるみは「重く、硬く」作るのが常道で、テレビ畑の高山良策の怪獣は、ディティールも重さも軽い作りだったのが不満だったそうで、ゴロザウルスは「おが粉」を混ぜ込んでパテ状にしたラテックスで皮膚のパーツを型抜きし、これを全身に貼り付けて重厚な表皮を形作っている。
安丸によると、『ゴジラ対メガロ』では従来のやり方で、全身に細くちぎったウレタンを貼り付けてヒダを表現する手法を採ったが、本来この手法はリアルさの面で不満だったという。造形師の原口智生は、利光貞三が探りながら造形していたのに対し、安丸は細部まで決めてから造形していたと評している。
84年版の『ゴジラ』では、全身原型からラテックス製の表皮を型抜きする方法を採ったが、この怪獣の表皮を「一枚皮」で表現できる手法のほうが、以前は1枚1枚貼っていた鱗の隙間が生じないなど、見栄えが向上している。しかし、この手法は硬くなりすぎて動きが出せず、手足を一度切り離して動きやすく付け直すこととなってしまっている。
細部のリアルさにこだわり、制作する怪獣の瞳には、必ず虹彩を描き込んでいる。また、『ゴジラ』では、ゴジラの歯を1対のみ2列にする新案を試している。また、顔の造形は完全なシンメトリーにはせず、歪みを持たせている。
ヘドラやゴジラなどのスーツアクターを務めた薩摩剣八郎は、安丸についてゴジラの外観を重視し、中の人間のことは考えていないと評しており、安丸を「オニ安」と呼んでいるという。
コンピュータグラフィックによる表現については、「厚みの中の空気がなく、真空状態の中の絵」と評している。

## 主な参加作品&キャラクター造形

### 映画
| 公開年                    | 公開年   | 作品名                                     | 製作（配給）                                                     | 役職               | 担当造形物                               |
| ------------------------- | -------- | ------------------------------------------ | ---------------------------------------------------------------- | ------------------ | ---------------------------------------- |
| - 1960年 - （昭和35年）   | 10月19日 | 第三次世界大戦 四十一時間の恐怖            | 第二東映                                                         | 石膏（アルバイト） | - 国会議事堂 - モスクワ大学              |
| - 1961年 - （昭和36年）   | 7月30日  | モスラ                                     | 東宝                                                             | 石膏               | - ダム - 東急文化会館                    |
| - 1961年 - （昭和36年）   | 8月13日  | 紅の海                                     | 東宝                                                             | 石膏               |                                          |
| - 1961年 - （昭和36年）   | 10月8日  | 世界大戦争                                 | 東宝                                                             | 石膏               | 国会議事堂                               |
| - 1962年 - （昭和37年）   | 3月21日  | 紅の空                                     | 東宝                                                             | 石膏               |                                          |
| - 1962年 - （昭和37年）   | 3月21日  | 妖星ゴラス                                 | 東宝                                                             | 石膏               |                                          |
| - 1962年 - （昭和37年）   | 8月11日  | キングコング対ゴジラ                       | 東宝                                                             | 石膏               | - 国会議事堂 - 熱海城 - 高崎観音         |
| - 1963年 - （昭和38年）   | 1月3日   | 太平洋の翼                                 | 東宝                                                             | 石膏               |                                          |
| - 1963年 - （昭和38年）   | 5月29日  | 青島要塞爆撃命令                           | 東宝                                                             | 石膏               |                                          |
| - 1963年 - （昭和38年）   | 8月11日  | マタンゴ                                   | 東宝                                                             | 石膏               |                                          |
| - 1963年 - （昭和38年）   | 10月26日 | 大盗賊                                     | 東宝                                                             | 石膏               |                                          |
| - 1963年 - （昭和38年）   | 12月22日 | 海底軍艦                                   | 東宝                                                             | 石膏               |                                          |
| - 1964年 - （昭和39年）   | 1月13日  | 士魂魔道 大龍巻                            | - 宝塚映画 - （東宝）                                            | 石膏               |                                          |
| - 1964年 - （昭和39年）   | 4月29日  | モスラ対ゴジラ                             | 東宝                                                             | 石膏               |                                          |
| - 1964年 - （昭和39年）   | 8月11日  | 宇宙大怪獣ドゴラ                           | 東宝                                                             | 石膏               |                                          |
| - 1964年 - （昭和39年）   | 12月20日 | 三大怪獣 地球最大の決戦                    | 東宝                                                             | 石膏               |                                          |
| - 1965年 - （昭和40年）   | 6月19日  | 太平洋奇跡の作戦 キスカ                    | 東宝                                                             | 石膏               |                                          |
| - 1965年 - （昭和40年）   | 8月8日   | フランケンシュタイン対地底怪獣             | - 東宝 - ベネディクト・プロ                                      | 石膏               |                                          |
| - 1965年 - （昭和40年）   | 10月31日 | 大冒険                                     | - 東宝 - 渡辺プロダクション                                      | 石膏               |                                          |
| - 1965年 - （昭和40年）   | 12月19日 | 怪獣大戦争                                 | 東宝                                                             | 石膏               |                                          |
| - 1966年 - （昭和41年）   | 7月13日  | ゼロ・ファイター 大空戦                    | 東宝                                                             | 石膏               |                                          |
| - 1966年 - （昭和41年）   | 7月31日  | フランケンシュタインの怪獣 サンダ対ガイラ  | - 東宝 - ベネディクト・プロ                                      | 石膏               |                                          |
| - 1966年 - （昭和41年）   | 12月17日 | ゴジラ・エビラ・モスラ 南海の大決闘        | 東宝                                                             | 石膏               |                                          |
| - 1967年 - （昭和42年）   | 7月22日  | キングコングの逆襲                         | 東宝                                                             | 造型助手           | ゴロザウルス                             |
| - 1967年 - （昭和42年）   | 12月16日 | 怪獣島の決戦 ゴジラの息子                  | 東宝                                                             | 造型助手           | カマキラス                               |
| - 1968年 - （昭和43年）   | 8月1日   | 怪獣総進撃                                 | 東宝                                                             | 造型助手           | アンギラス                               |
| - 1968年 - （昭和43年）   | 8月14日  | 連合艦隊司令長官 山本五十六                | 東宝                                                             | 石膏               |                                          |
| - 1969年 - （昭和44年）   | 4月29日  | クレージーの大爆発                         | - 東宝 - 渡辺プロダクション                                      | 石膏               |                                          |
| - 1969年 - （昭和44年）   | 8月13日  | 日本海大海戦                               | 東宝                                                             | 石膏               |                                          |
| - 1970年 - （昭和45年）   | 8月1日   | ゲゾラ・ガニメ・カメーバ 決戦!南海の大怪獣 | 東宝                                                             | 造型助手           | - ガニメ - カメーバ                      |
| - 1971年 - （昭和46年）   | 7月17日  | 激動の昭和史 沖縄決戦                      | 東宝                                                             | 石膏チーフ         |                                          |
| - 1971年 - （昭和46年）   | 7月24日  | ゴジラ対ヘドラ                             | 東宝                                                             | 造形チーフ         | ヘドラ                                   |
| - 1972年 - （昭和47年）   | 3月12日  | 地球攻撃命令 ゴジラ対ガイガン              | 東宝                                                             | 造形チーフ         | - キングギドラ - ゴジラタワー - ガイガン |
| - 1973年 - （昭和48年）   | 3月17日  | ゴジラ対メガロ                             | 東宝映像 （東宝）                                                | 造形チーフ         | - ゴジラ - メガロ - ジェットジャガー     |
| - 1973年 - （昭和48年）   | 9月8日   | 人間革命                                   | - 東宝映像 - シナノ企画 - （東宝）                               | 石膏チーフ         |                                          |
| - 1973年 - （昭和48年）   | 12月29日 | 日本沈没                                   | - 東宝映画 - 東宝映像 - （東宝）                                 | 石膏チーフ         |                                          |
| - 1974年 - （昭和49年）   | 3月21日  | ゴジラ対メカゴジラ                         | - 東宝映像 - （東宝）                                            | 造形チーフ         | - メカゴジラ - キングシーサー            |
| - 1974年 - （昭和49年）   | 7月20日  | 血を吸う薔薇                               | - 東宝映像 - （東宝）                                            | 造形チーフ         |                                          |
| - 1974年 - （昭和49年）   | 8月3日   | ノストラダムスの大予言                     | - 東宝映画 - 東宝映像 - （東宝）                                 | 石膏チーフ         |                                          |
| - 1974年 - （昭和49年）   | 12月28日 | エスパイ                                   | - 東宝映像 - （東宝）                                            | 石膏チーフ         |                                          |
| - 1975年 - （昭和50年）   | 3月15日  | メカゴジラの逆襲                           | - 東宝映像 - （東宝）                                            | 造形チーフ         | メカゴジラ                               |
| - 1975年 - （昭和50年）   | 7月12日  | 東京湾炎上                                 | - 東宝映画 - 東宝映像 - （東宝）                                 | 石膏チーフ         |                                          |
| - 1976年 - （昭和51年）   | 6月19日  | 続・人間革命                               | - 東宝映像 - シナノ企画 - （東宝）                               | 石膏チーフ         |                                          |
| - 1976年 - （昭和51年）   | 10月2日  | 大空のサムライ                             | - 東宝映画 - （東宝）                                            | 石膏チーフ         |                                          |
| - 1976年 - （昭和51年）   | 10月16日 | 犬神家の一族                               | - 角川春樹事務所 - （東宝）                                      | 造形チーフ         | 佐清のマスク                             |
| - 1977年 - （昭和52年）   | 4月2日   | 悪魔の手毬唄                               | - 東宝映画 - （東宝）                                            | 造形チーフ         |                                          |
| - 1977年 - （昭和52年）   | 12月17日 | 惑星大戦争                                 | - 東宝映画 - 東宝映像 - （東宝）                                 | 石膏チーフ         |                                          |
| - 1978年 - （昭和53年）   | 8月12日  | 火の鳥                                     | - 東宝映画 - 手塚プロダクション - （東宝）                       | 石膏チーフ         |                                          |
| - 1980年 - （昭和55年）   | 8月2日   | 二百三高地                                 | 東映                                                             | 石膏チーフ         |                                          |
| - 1980年 - （昭和55年）   | 8月30日  | 地震列島                                   | - 東宝映画 - （東宝）                                            | 石膏チーフ         |                                          |
| - 1981年 - （昭和56年）   | 8月8日   | 連合艦隊                                   | - 東宝映画 - （東宝）                                            | 石膏チーフ         |                                          |
| - 1982年 - （昭和57年）   | 5月15日  | 南十字星                                   | - 新日本映画 - サザン・インターナショナル・フィルム - （東宝）   | 石膏チーフ         |                                          |
| - 1982年 - （昭和57年）   | 8月7日   | 大日本帝国                                 | 東映                                                             | 石膏チーフ         |                                          |
| - 1982年 - （昭和57年）   | 9月11日  | 幻の湖                                     | - 橋本プロダクション - （東宝）                                  | 石膏チーフ         |                                          |
| - 1983年 - （昭和58年）   | 6月4日   | 日本海大海戦 海ゆかば                      | 東映                                                             | 石膏チーフ         |                                          |
| - 1984年 - （昭和59年）   | 3月17日  | さよならジュピター                         | - 東宝映画 - イオ - （東宝）                                     | 石膏チーフ         |                                          |
| - 1984年 - （昭和59年）   | 8月11日  | 零戦燃ゆ                                   | - 東宝映画 - （東宝）                                            | 石膏チーフ         |                                          |
| - 1984年 - （昭和59年）   | 12月15日 | ゴジラ                                     | - 東宝映画 - （東宝）                                            | 造形チーフ         | - ゴジラ - ショッキラス原型              |
| - 1987年 - （昭和62年）   | 1月17日  | 首都消失                                   | - 徳間書店 - 関西テレビ - 大映映画 - （東宝）                    | 石膏チーフ         |                                          |
| - 1987年 - （昭和62年）   | 9月26日  | 竹取物語                                   | - フジテレビ - 東宝映画 - （東宝）                               | 造形チーフ         | 竜                                       |
| - 1988年 - （昭和63年）   | 9月17日  | アナザー・ウェイ ―D機関情報―               | - 東宝映画 - タキ・エンタープライズ - （東宝東和)                | 石膏チーフ         |                                          |
| - 1989年 - （平成元年）   | 7月22日  | ガンヘッド                                 | - サンライズ - BANDAI - 角川書店 - IMAGICA - 東宝映画 - （東宝） | 石膏チーフ         |                                          |
| - 1989年 - （平成元年）   | 12月16日 | ゴジラvsビオランテ                         | - 東宝映画 - （東宝）                                            | 造形チーフ         | ゴジラ                                   |
| - 1991年 - （平成3年）    | 12月14日 | ゴジラvsキングギドラ                       | - 東宝映画 - ファーストウッド・エンターテインメント - （東宝）   | 造形チーフ         | - ゴジラ - ゴジラザウルス監修            |
| - 2000年 - （平成12年） - | 7月22日  | プルガサリ 伝説の大怪獣                    | - 朝鮮芸術映画撮影所 - （レイジング・サンダー）                  | 造形チーフ         | プルガサリ                               |

### テレビ
| 期間         | 期間          | 番組名                 | 制作（放送局）             | 役職 | キャラクター                |
| ------------ | ------------- | ---------------------- | -------------------------- | ---- | --------------------------- |
| 1971年4月2日 | 1972年3月31日 | 帰ってきたウルトラマン | - 円谷プロダクション - TBS | 造形 | - アーストロン - タッコング |